# Desoxiadenosina

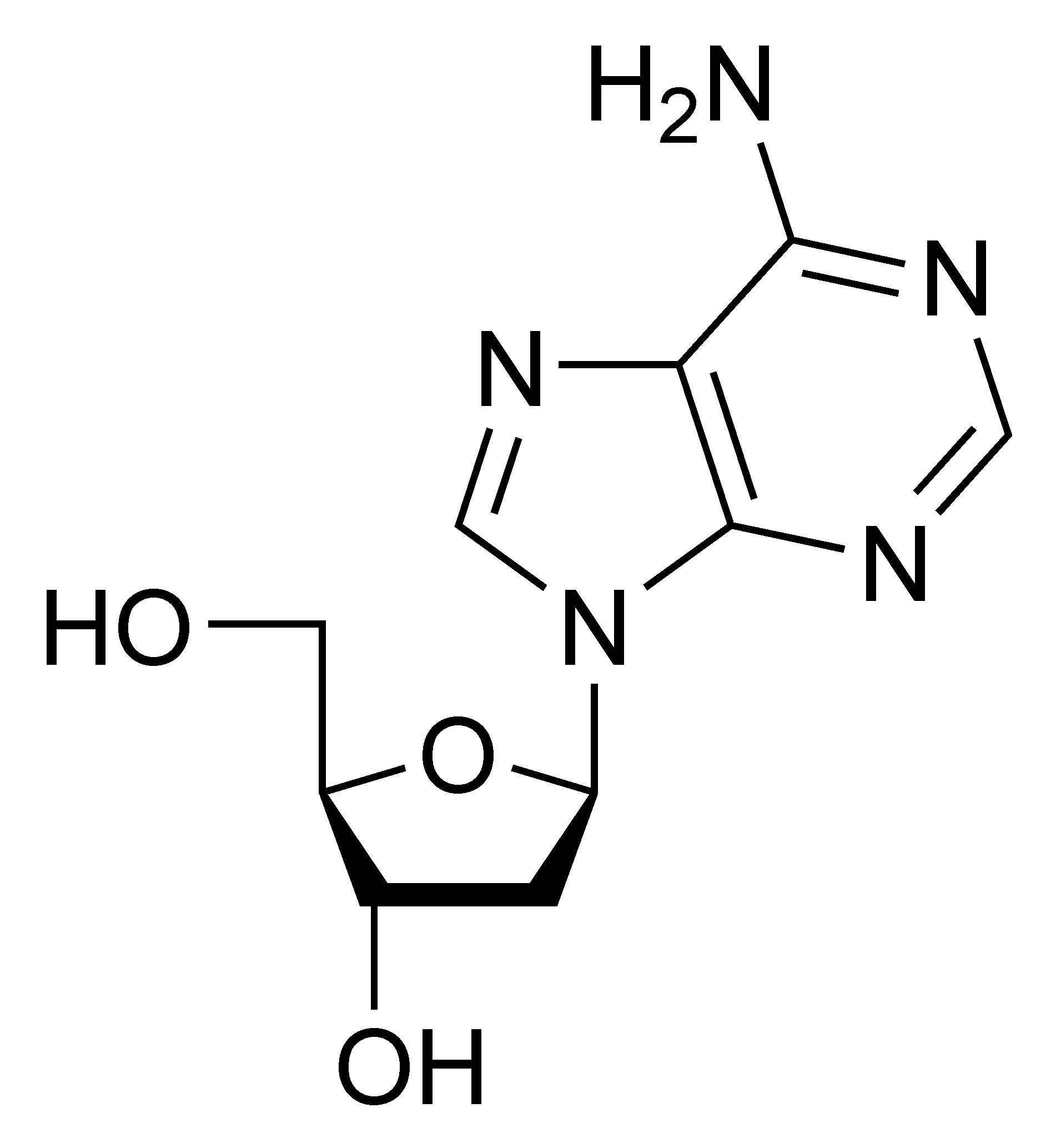
Estructura química de la 2-desoxiadenosina.

La desoxiadenosina, también conocida como cordicepina es un derivado del nucleósido adenosina, del que se diferencia por carecer del grupo 2'-hidroxilo en su anillo de ribosa.
La desoxiadenosina fue inicialmente extraída de un hongo del género Cordyceps, pero actualmente se sintetiza artificialmente.
Por su similar estructura, algunas enzimas no pueden discriminar entre este compuesto y la adenosina. Debido a ello puede participar en ciertas reacciones (por ejemplo, ser incorporado a una molécula de RNA, causando en consecuencia la terminación prematura de su síntesis).